# (17958) Schoof
(17958) Schoof (1999 JE33) – planetoida z pasa głównego asteroid okrążająca Słońce w ciągu 3,73 lat w średniej odległości 2,4 j.a. Odkryta 10 maja 1999 roku.